# دوقلوها (فیلم ۱۹۹۷)
دوقلوها (به هندی: Judwaa) یک فیلم کمدی و درام هندی محصول سال ۱۹۹۷ به کارگردانی دیوید داوان، تهیه‌کنندگی ساجد نادیادوالا با بازی سلمان خان، کاریسما کاپور، رمبها، بیندو، قادرخان، شاکتی کاپور، انوپم کهیر، ساتیش شاه، موکش ریشی، ریما لاگو و تیکو تالسانیا که در ۷ فوریه ۱۹۹۷ اکران شد، در گیشه موفق بود. این فیلم بازسازی فیلم تلوگو سلام برادر (فیلم ۱۹۹۴) است، که به نوبه خود از فیلم کمدی هنگ کنگی اژدهای دوقلو (۱۹۹۲) با بازی جکی چان الهام گرفته شده‌است.
دنباله این فیلم با نام دوقلوها ۲ در سال ۲۰۱۷ ساخته شد.

## داستان
داستان در مورد پلیسی است که یک تبهکار را با حیله‌گری دستگیر می‌کند و آن تبهکار از دست پلیس فرار کرده و به بیمارستانی که زن آن پلیس برای زایمان رفته می‌رود، در بیمارستان دارند به پدر و مادر می‌گویند که این دو هر کدام دردی بکشد دیگری احساس می‌کند و ناگهان تبهکار وارد می‌شود و یکی از دوقلوها را با سرعت با تهدید به خانه خود می‌برد ولی در حال فرار بچه را می‌اندازد در حالی که او روی ریل قطار می‌افتد بعد پلیس‌ها خانه تبهکار را به آتش می‌کشند در حالی که پلیس فکر می‌کند پسرش مرده و در طرف دیگر پسر تبهکار خود را برای گرفتن انتقام آماده می‌کند.
بعد از گذشت بیست سال مأمور پلیس به آمریکا رفته و در غم اینکه زنش به خاطر پسر گمشده‌اش فلج شده به سر می‌برد و پریم یعنی یکی از دوقلوها در حال درس خواندن در یکی از بهترین دانشگاه هاست. در حالی که یکی دیگر از دوقلوها یعنی راجا در حال دعوا در دانشگاه به خاطر خواهر ناتنی‌اش خواهری که از خیابان پیدایش کرده و بزرگش کرده‌است به همراه دوست وفادارش است. بعد از دعوا راجا را می‌خواهند به زندان ببرند ولی دوستش را نه ولی دوستش از قصد به پلیس سیلی می‌زند و با او راهی زندان می‌شوند و آنها سریع راه فرار را پیدا می‌کنند و با چوب بلند دقیقاً خود را درون ماشین پلیس می‌اندازند و با حیله از دست آنها فرار می‌کنند.
در راه با ماشین پلیس با سارق حرفه‌ای روبرو می‌شوند و دنبالش می‌روند تا اینکه تصادف می‌کند. وقتی کلاه کاسکتش را برمی‌دارد می‌فهمند سارق دختر بوده راجا را کاملاً شیفته خود می‌کند. بعد دختر را با ماشین پلیس به سرپایینی سر می‌دهند و پلیس‌هایی که دنبالشان بودند آن را گرفتند. در آنطرف پریم از آمریکا به هند می‌آید و به خاطر شباهتش با راجا دچار مشکلاتی می‌شود و…

## تولید
ساجد نادیادوالا قصد داشت در سال ۱۹۹۶ فیلمی دربارهٔ دوقلوها بسازد و دیوید داوان را برای کارگردانی این پروژه استخدام کرد. در ابتدا به گوویندا نقش اصلی پیشنهاد شد اما او این پیشنهاد را رد کرد. سپس این نقش به سلمان خان پیشنهاد شد که آن را پذیرفت. فیلمبرداری در ۱۹ دسامبر ۱۹۹۶ آغاز شد و در مارس ۱۹۹۷ به پایان رسید.

## گیشه
این نهمین فیلم پرفروش سال در باکس آفیس هند بود، که ۱۳٫۶۳۴ میلیون بلیت فروخت.
این فیلم در سرتاسر جهان ۲۴٫۲۸۴ کرور (۶٫۸۵۷ میلیون دلار)، معادل ۲۳۳٫۴۲ کرور روپیه (۲۹ میلیون دلار آمریکا) با تعدیل تورم به دست آورد.